# Lagomorfs
Els lagomorfs (Lagomorpha) són un ordre de mamífers que tenen com a caràcter distintiu el fet de presentar un segon parell de dents incisives bisellades al darrere d'un parell primari de dents incisives grosses i de creixement constant al maxil·lar superior. Se n'han descrit un centenar d'espècies vivents. Es poden trobar en tots els continents tret de l'Antàrtida (a Oceania, com a espècies introduïdes).
Avui en dia inclouen dues famílies: els lepòrids (llebres i conills) i els ocotònids (piques). A més a més, contenen nombrosos gèneres extints, el més antic dels quals es remunta a l'Eocè inferior, fa aproximadament 55 milions d'anys.
Les incisives els creixen contínuament com als rosegadors però, en canvi, els lagomorfs tenen una capa d'esmalt que els recobreix ambdues cares. Durant molt de temps foren classificats entre els rosegadors. Tanmateix, se'n diferencien per tenir dos parells de dents incisives a cada mandíbula mentre que els rosegadors en tenen un sol parell.
Com a regla general, tenen el pelatge llarg i tou i fins i tot els peus estan coberts de pèl.

## Taxonomia i història evolutiva
Altres noms utilitzats per a aquest ordre, ara considerats sinònims, inclouen: Duplicidentata (Illiger, 1811); Leporida (Averiànov, 1999); Neolagomorpha (Averiànov, 1999); Ochotonida (Averiànov, 1999) i Palarodentia (Haeckel, 1895; Lilian, 2016).
La història evolutiva dels lagomorfs encara no s'entén bé. A finals del segle xx, es va acceptar generalment que Eurymylus, que vivia a l'est d'Àsia i es remunta a finals del Paleocè o principis de l'Eocè, era un avantpassat dels lagomorfs. Exàmens de les proves fòssils al segle xxi van suggerir que els lagomorfs podrien ser descendents dels mimotònids, mamífers presents a Àsia durant el Paleogen amb una mida corporal i una estructura dental similars als primers conills europeus com Megalagus turgidus, mentre que Eurymylus estava més estretament relacionat amb rosegadors (encara que no és un avantpassat directe). Els lepòrids van aparèixer per primera vegada a finals de l'Eocè i es van estendre ràpidament per tot l'hemisferi nord; mostren una tendència cap a les extremitats posteriors cada cop més llargues a mesura que es va desenvolupar la forma moderna de marxar saltant. Les piques van aparèixer una mica més tard a l'Oligocè de l'est d'Àsia.
Els lagomorfs eren certament més diversos en el passat que en el present, amb al voltant de 75 gèneres i més de 230 espècies representades al registre fòssil i moltes més espècies en un sol bioma. Aquesta és una evidència que els llinatges de lagomorfs estan disminuint.
Un estudi de 2008 suggereix un origen indi per a l'ordre, que possiblement va evolucionar de manera aïllada quan l'Índia era un continent insular en el Paleocè.

## Anatomia externa
Els conills són mamífers de mida petita i mitjana, amb una longitud corporal d'entre 15 i 30 centímetres per a la majoria de les espècies, encara que algunes llebres poden assolir fins a 70 centímetres de longitud corporal. El pes dels animals adults varia entre 0,1 i 7 quilograms; es creu que l'espècie extinta Nuralagus rex pesava fins a 12 quilograms.
La cua de les llebres sol ser molt curta, a les llebres xiuladores està completament absent. També és variable la longitud de les conspícues potes posteriors i de les orelles, sent aquestes últimes molt llargues sobretot en les espècies de regions desèrtiques a causa del seu ús per a la termoregulació. La coloració dels lagomorfs sol ser poc cridanera i es camufla segons l'hàbitat. Les llebres xiuladores i les de climes temperats també mostren un canvi de color estacional per millorar el camuflatge. En moltes espècies de llebres, algunes parts del pelatge són més cridaneres i s'utilitzen per a la comunicació - això afecta principalment la cua (la «flor»), però també les orelles o zones dels flancs.

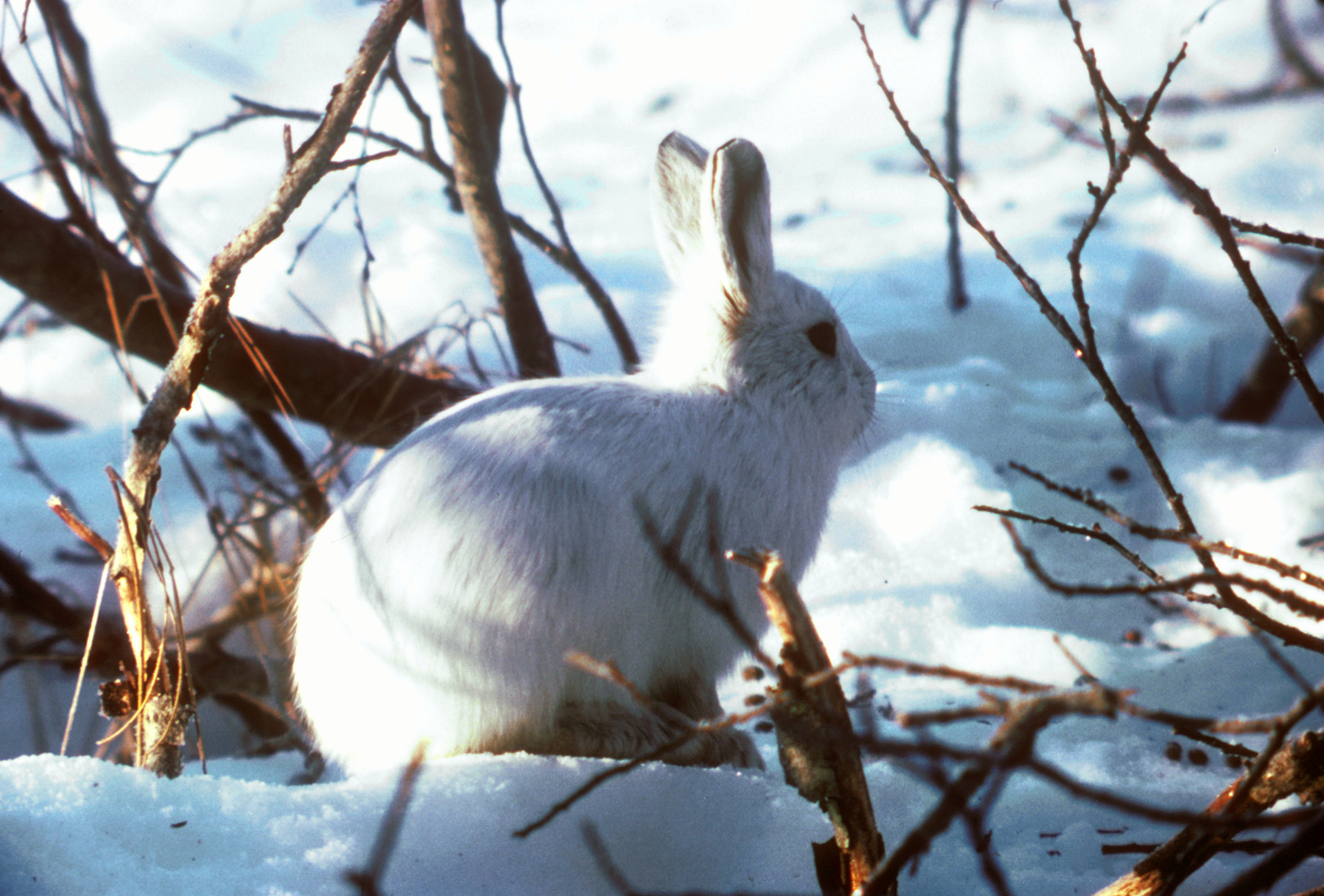
Llebre d'Alaska (L. othus)

Tots els lagomorfs tenen un pelatge dens, amb tipus de pèl que van des de les expressions llanoses fins als pèls rígids i eriçats. A la cara hi ha pèls sensorials conspicus, coneguts com a bigotis de llebre, que es distribueixen al voltant de la zona de la boca (vibrisses mistacials) i sobre els ulls (vibrisses superciliars ). A les plantes de les potes es troben pèls especialment rígids, que probablement tenen la funció d'absorbir els impactes. En canvi, solen faltar els coixinets de la petja i només les llebres xiuladores tenen coixinets als dits i al canell.
Entre les fosses nasals i la boca discorre una fossa sensorial que travessa el llavi superior i que dóna nom al llavi leporí que es pot trobar en l'ésser humà. Les vores del llavi es dirigeixen cap a dins formant un solc pelut, que està cobert de glàndula i que s'anomena «òrgan de les galtes». El pelatge del pont del nas es retira regularment durant el «parpelleig del nas» típic dels lagomorfs.
Especialment a les llebres, les orelles són habitualment grans. Tenen forma d'embut i es poden moure independentment els uns dels altres per a localització de sons. Les llebres xiuladores tenen pavellons auriculars més petits i rodons. Estan àmpliament adherits al capdavant, tenen un cridaner penjoll de pell a la paret interior i normalment estan coberts per llargs pèls. Els ulls són grans i se situen a un costat del cap, cosa que permet una visió panoràmica.

## Anatomia interna

### Estructura de l'esquelet

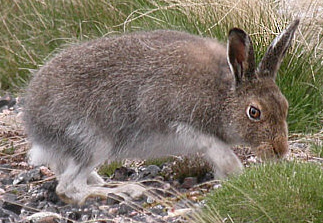
Llebre de muntanya (Lepus timidus) en abric d'estiu.

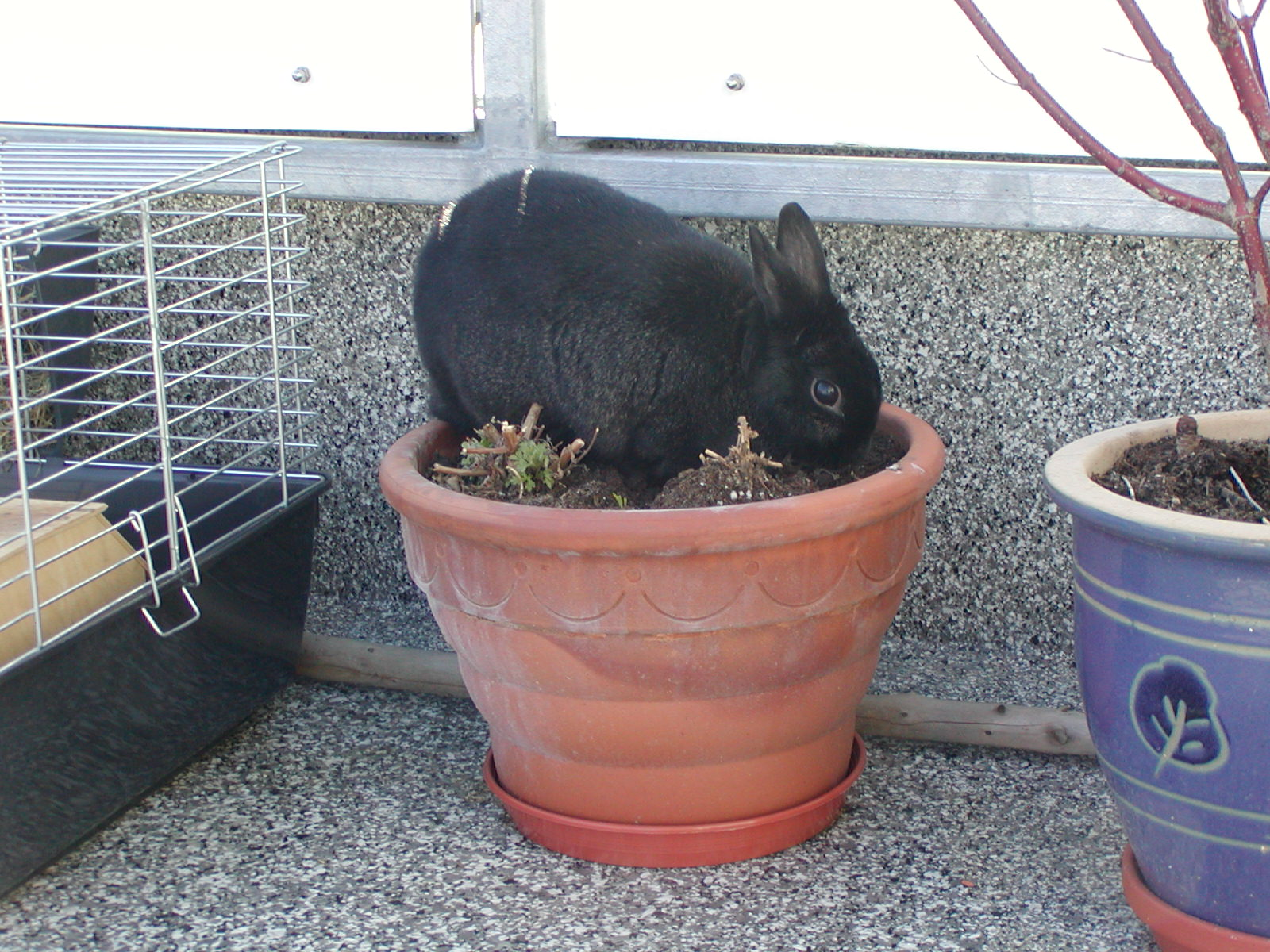
Conill europeu (Oryctolagus cuniculus)

A l'esquelet destaca el crani de construcció molt lleugera, fortament perforat a la part anterior a les llebres i obert per una finestra cranial triangular a les llebres xiuladores. Les plaques òssies són de parets molt fines. La cavitat nasal és molt gran, igual que les conques oculars. Un tret important que distingeix els lagomorfs d'altres mamífers és un orifici circular dins de l'òrbita (foramina òptica fusionada).
En total, els lagomorfs tenen entre 26 i 28 dents. La dentició té similituds superficials amb la dels rosegadors, però els lagomorfs posseeixen un segon parell d'incisius, que només es desenvolupen en forma d'agulla i s'amaguen darrere del parell major (duplicitat). Els grans incisius estan coberts d'esmalt, no tenen arrel i creixen durant tota la vida. Igual que en els rosegadors, hi ha un buit (diastema) entre les dents incisives i molars, faltant els canins. Els premolars i els molars estan àmpliament desenvolupats i tenen plecs transversals profunds, arrels obertes i també creixen de per vida.
La columna vertebral és molt flexible i consta de 7 vèrtebres cervicals, de 19 a 22 toràciques i lumbars, 4 sacres i de 7 a 16 caudals. Aquestes darreres solen ser molt petites i formen una cua corresponentment curta. A la cintura escapular poden faltar les clavícules. Deu costelles s'uneixen a la columna toràcica, les vuit primeres estan unides per l'estèrnum i les dues últimes només cartilaginosament. La pelvis és allargada i es troba paral·lela a la columna sacra.
Les potes davanteres tenen cinc dits, el primer dels quals, el polze, està clarament escurçat. A diferència de les de la majoria dels rosegadors, no es poden utilitzar per agafar. Les potes del darrere tenen quatre dits, que solen ser clarament allargats. Es formen com a garrons, les cuixes són curtes i els ossos de la part inferior de la cama (peroné i tíbia) es fusionen per formar un os fort.

### Sistemes d'òrgans
L'estructura interna dels lagomorfs és essencialment la mateixa que la dels mamífers de tipus bàsic. Les característiques especials es troben sobretot en l'estructura del tracte gastrointestinal i els òrgans sexuals.
L'estómac és simplement un estómac glandular, seguit, com en tots els altres mamífers, per l'intestí prim, que passa a l'intestí gruixut i, en el mateix punt, al grandíssim apèndix. Pot contenir unes deu vegades el contingut de l'estómac i, només a les llebres xiuladores, és una vegada i mitja més llarga que els animals. L'apèndix vermiforme contigu conté una gran quantitat de teixit limfàtic i a les llebres xiuladores hi ha també diversos altres apèndixs d'estructura similar.
L'estómac és molt difícil de digerir a causa de la seva riquesa en cel·lulosa. Per tant, l'apèndix és la principal zona de digestió de les llebres (cecotròfia), en què es descompon la polpa dels aliments amb l'ajuda d'una flora intestinal eficaç. Des del cec, els aliments digerits passen a l'intestí gruixut. Perquè els nutrients alliberats beneficiïn l'organisme, els animals han de tornar a absorbir la farineta alimentària. L'excreten en forma de boletes fecals toves (cecotrofs) i se les tornen a empassar directament; els nutrients s'absorbeixen durant el pas següent per l'intestí prim. En canvi, les femtes pròpiament dites estan formades per boletes fecals dures. Aquest tipus de digestió és similar a la dels rumiants, però l'aliment és regurgitat, no reabsorbit.
Les femelles tenen un doble úter ('úter dúplex'), les banyes del qual s'obren per separat a la vagina. A les llebres, l'orifici sexual i l'anus estan separats per un dam (perineu), a les llebres xiuladores tots dos s'obren, en canvi, en un orifici excretor comú poc profund (cloaca). El penis dels mascles està retret i col·locat cap enrere quan estan en repòs; les llebres xiuladores, a diferència de les llebres, tenen un os penià. No es forma un escrot "veritable", ja que falten les modificacions cutànies corresponents, com el dartos; per això es parla de bosses escrotals, en què els testicles es troben sota la pell. El múscul elevador testicular (Musculus cremaster) forma una beina muscular al voltant dels testicles.

## Mode de vida

### Comportament

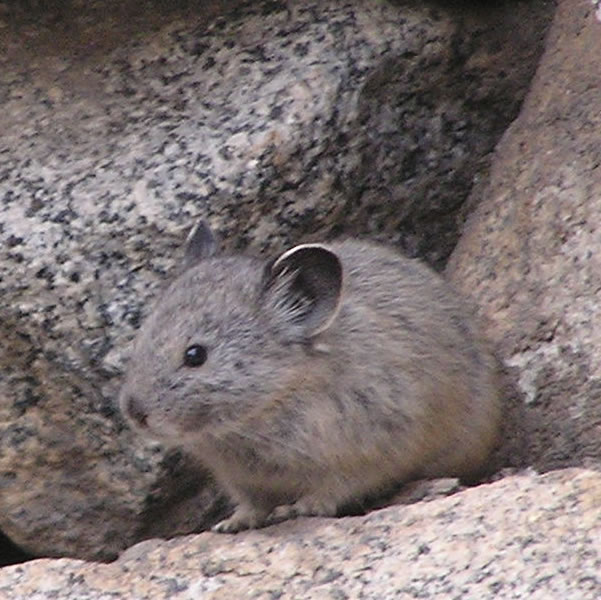
Pika princeps.

Els conills solen viure a terra i habiten en diversos hàbitats, des dels deserts fins als boscos tropicals i la tundra àrtica. En general, viuen en caus a terra, especialment les diverses espècies de conills excaven habitatges complexos amb cambres subterrànies individuals. El conill salvatge, per exemple, té caus curts que acaben en un niu encoixinat. Altres espècies, com els conills de pantà i d'aigua, construeixen nius teulats amb entrades laterals. En canvi, alguns conills socials i xiuladors construeixen estructures habitables més complexes amb diverses càmeres, zones de nidificació, passadissos i múltiples sortides. També hi ha llebres xiuladores i conills vermells que utilitzen caus i esquerdes naturals. La majoria de les llebres que viuen en paisatges més oberts utilitzen els anomenats sassen, depressions a terra on estableixen els seus llocs de descans.
L'estructura social de les llebres va des de les espècies solitàries, com la majoria de les llebres, fins als grups familiars socials, com els que es troben en alguns conills i llebres xiuladores. Les llebres xiuladores tenen una àmplia gamma de sons de comunicació, als quals també deuen el seu nom trivial alemany. Els sons vocals també són presents en algunes altres llebres socials, però no amb tanta amplitud vocal. A més, el copejament amb les potes del darrere és molt pronunciat, especialment com a senyal d'advertiment en cas de perill potencial. La postura i presentació de parts del cos de colors cridaners, així com l'ús d'olors, també s'utilitzen per a la comunicació.
Per regla general, les llebres no són molt defensives i són presa de diferents depredadors. L'estratègia més comuna de protecció és la fugida i evitar el contacte amb l'enemic. Per això, els animals estan molt alerta i són molt espantadissos i poques vegades se'ls troba a gaire distància dels seus caus. Especialment, les llebres que viuen en camp obert també són corredores ràpides i poden fer ziga-zaga hàbilment per perdre els seus perseguidors.

### Dieta

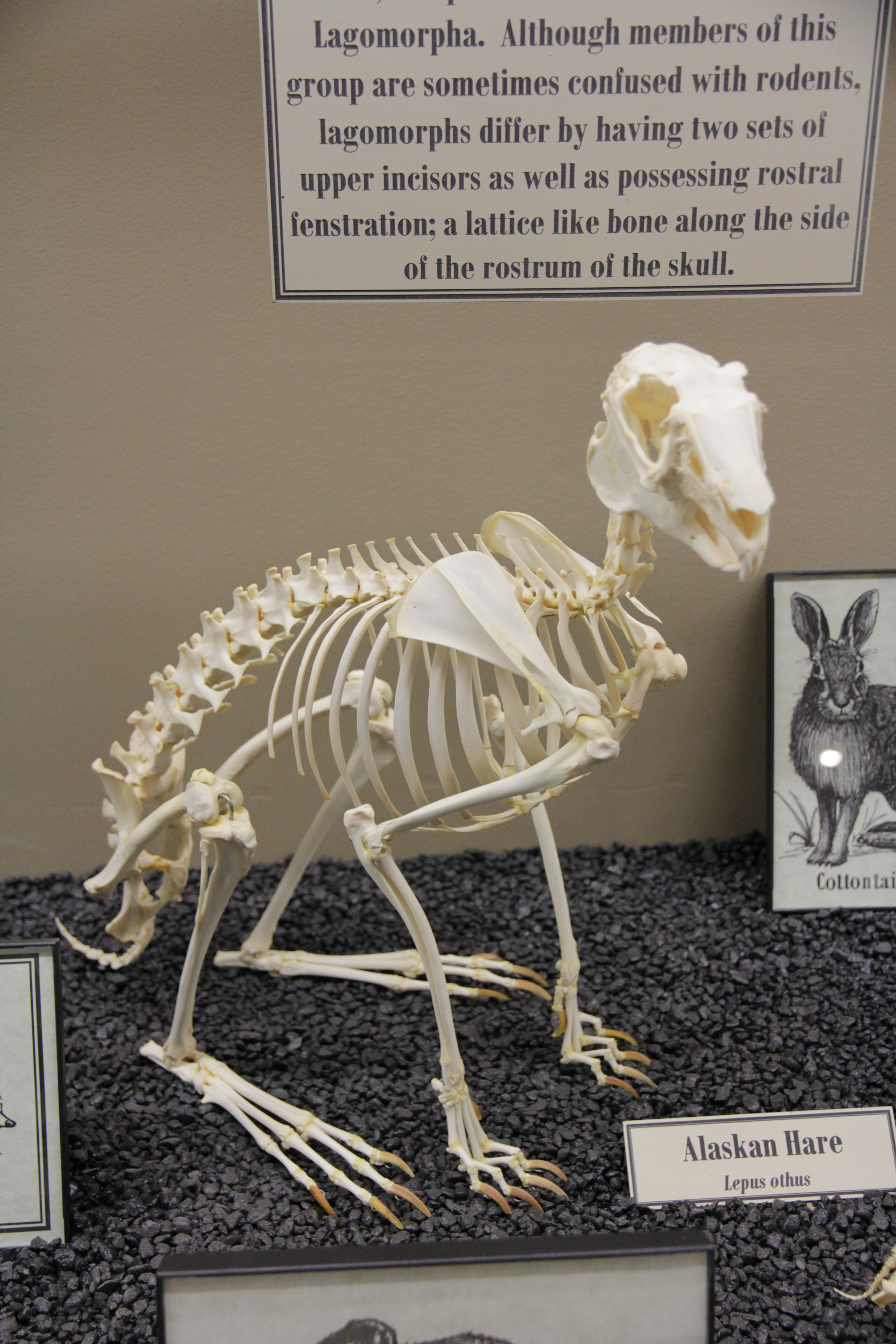
Esquelet d'una llebre d'Alaska (Museu d'Osteologia, Oklahoma)

Els conills són predominantment herbívors i s'alimenten principalment d'herbes i pastures, encara que també mengen arrels, branques i escorces. Com ja s'ha indicat a l'apartat d'anatomia, són espècies cecotròfiques. Excreten grànuls fecals adequadament tous i se'ls empassen directament després, perquè els nutrients alliberats durant la digestió a l'apèndix puguin beneficiar l'organisme.
Algunes espècies acumulen reserves de fenc i altres parts de plantes als seus caus per superar les estacions seques o fredes.
Com els rosegadors, no són capaços de vomitar.

### Reproducció i desenvolupament
Molts lagomorfs es reprodueixen diverses vegades a l'any i produeixen grans camades. Aquest és especialment el cas de les espècies que viuen en entorns subterranis i protectors, com els caus. Les cries de conills i piques neixen després d'un breu període de gestació i la mare pot tornar a quedar embarassada gairebé immediatament després del part. Les mares poden deixar aquestes cries amb seguretat i anar-se'n a alimentar, tornant a intervals per alimentar-les amb la seva llet inusualment rica. En algunes espècies, la mare només visita i alimenta la ventrada una vegada al dia, però les cries creixen ràpidament i solen ser deslletades en un mes.
Les cries de llebre s'anomenen farnaques o llebretons. Els adults tenen una estratègia per evitar que els depredadors rastregin les seves escombraries seguint l'olor dels adults. S'apropen i surten del lloc de nidificació en una sèrie de límits immensos, de vegades movent-se en angle recte amb la seva direcció anterior. Cada camada de llebres té un petit nombre de cries i neixen després d'un període de gestació més llarg.
Les espècies tropicals i les que han migrat de climes temperats a regions tropicals es reprodueixen durant tot l'any. Si no hi ha aparellament durant una fase fèrtil de la femella, se succeeixen altres ovulacions en intervals curts de 7 a 14 dies. A més, en la majoria de les espècies es produeix un altre zel només unes hores després que les cries hagin estat parides, el que s'anomena zel postpart. L'ovulació pròpiament dita és induïda per l'aparellament i es produeix entre 10 i 12 hores després. L'aparellament en si mateix només dura uns segons, però es produeix amb molta freqüència un darrere l'altre, i les parelles també poden canviar.
Segons l'espècie i el clima, la gestació dura entre 28 dies al conill salvatge i més de 50 dies a les espècies de llebres que viuen a les regions polars. Les cries arriben a terme i neixen la majoria nus o amb poc pèl i són cecs. Les cries obren els ulls al cap de 19 dies i solen ser independents al cap de quatre setmanes. Les llebres joves, en canvi, ja tenen els ulls i les orelles completament desenvolupades en néixer i ja són capaces de locomoció. Per això, a diferència de les altres espècies de llebres, les llebres veritables no construeixen nius especials per a les cries. Durant unes dues o quatre setmanes, les cries són alletades amb una llet materna rica en greixos i proteïnes.

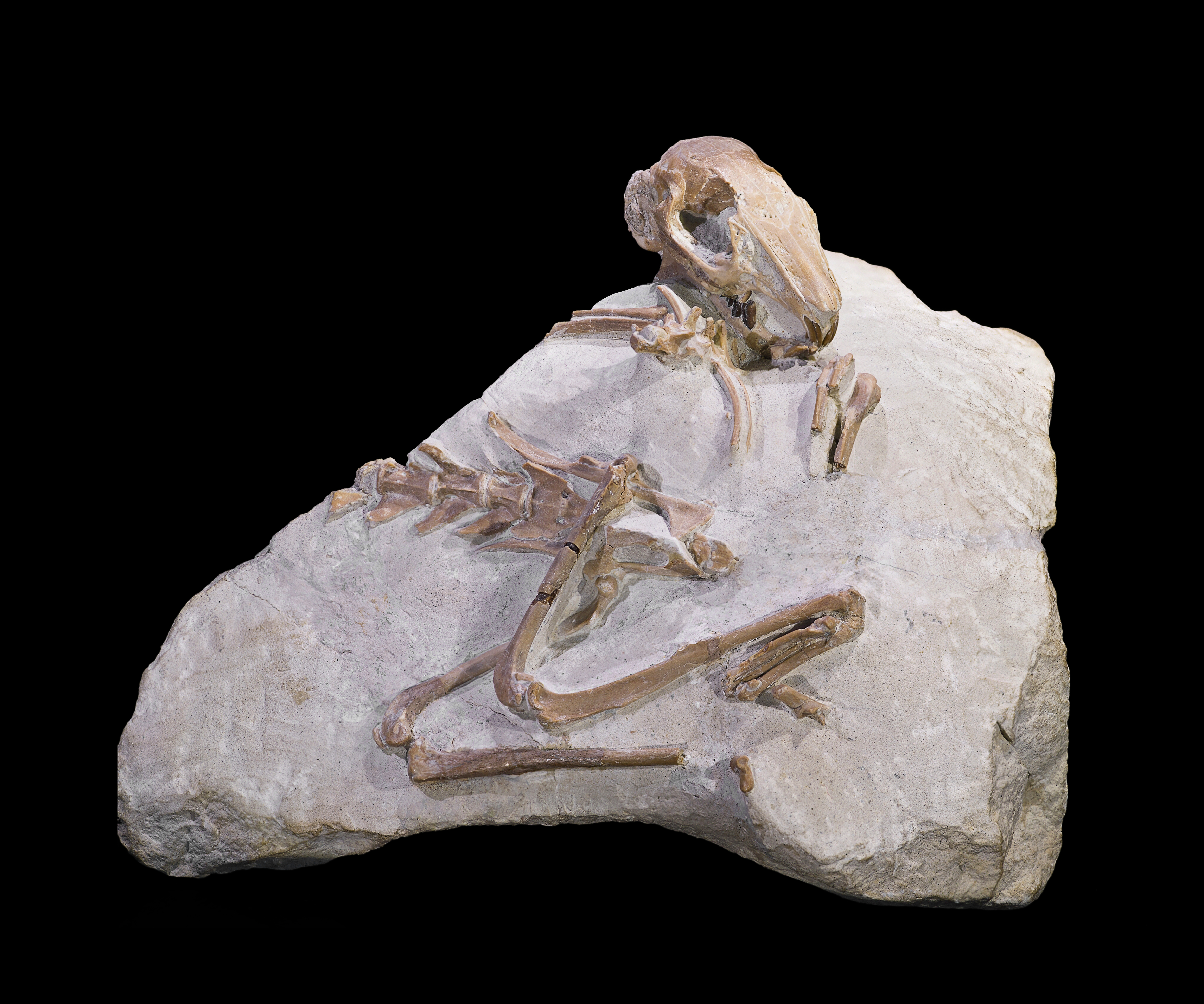
Esquelet de la llebre fòssil Palaeolagus haydeni de l'Oligocè d'Amèrica del Nord

La taxa de reproducció és molt alta en moltes llebres a causa del curt període de gestació i desenvolupament, a la primerenca maduresa sexual i a l'elevat nombre de ventrades amb un elevat nombre de cries. Per exemple, algunes llebres xiuladores de les regions estepàries poden tenir fins a cinc ventrades a l'any amb 8 a 13 cries cadascuna, mentre que els conills silvestres i algunes altres espècies tenen de cinc a set ventrades amb fins a nou cries cadascuna. No obstant això, a causa de l'elevada pressió enemiga, la taxa de mortalitat entre els animals també és molt alta.

### Socialització i seguretat
Moltes espècies de lagomorfs, especialment els conills i els piques, són gregaris i viuen en colònies, mentre que les llebres són espècies solitàries, tot i que moltes llebres viatgen i s'alimenten en grups de dos, tres o quatre. Molts conills i piques confien en els seus caus com a llocs de seguretat quan amenaça el perill, però les llebres depenen de les seves llargues potes, la seva gran velocitat i la seva marxa per escapar dels depredadors.

## Interaccions amb els humans
Els conills i les llebres ocupen un lloc destacat en la societat humana, tant pel seu paper en nombroses obres culturals com pel fet que es mantenen com a animals de companyia i de granja. En canvi, les piques tendeixen a ser menys conegudes pel públic en general, encara que la seva popularitat ha anat creixent des del tombant de segle. Antigament, les piques de les estepes d'Àsia eren caçades per fer-ne feltre.
Per altra banda, espècies com el conill de bosc es consideren espècies invasores en països com Austràlia i Nova Zelanda, que han fet esforços considerables per erradicar-les.

## Filogènesi
A continuació es mostra la filogènesi dels lagomorfs amb altres ordres de mamífers:
|       | †Arctostylopida                                         |
|       |                                                         |
|       | †Anagaloidea                                            |
|       |                                                         |
| Glirs | \| \| Lagomorpha \| \| \| \| \| \| Rodentia \| \| \| \| |
|       | \| \| Lagomorpha \| \| \| \| \| \| Rodentia \| \| \| \| |
|       | Lagomorpha                                              |
|       |                                                         |
|       | Rodentia                                                |
|       |                                                         |

|  | Lagomorpha |
|  |            |
|  | Rodentia   |
|  |            |

|  | Dermoptera                                                    |
|  |                                                               |
|  | \| \| Primats \| \| \| \| \| \| †Plesiadapiformes \| \| \| \| |
|  |                                                               |
|  | Primats                                                       |
|  |                                                               |
|  | †Plesiadapiformes                                             |
|  |                                                               |

|  | Primats           |
|  |                   |
|  | †Plesiadapiformes |
|  |                   |

|  | Dermoptera                                                    |
|  |                                                               |
|  | \| \| Primats \| \| \| \| \| \| †Plesiadapiformes \| \| \| \| |
|  |                                                               |
|  | Primats                                                       |
|  |                                                               |
|  | †Plesiadapiformes                                             |
|  |                                                               |

|  | Primats           |
|  |                   |
|  | †Plesiadapiformes |
|  |                   |

|       | †Arctostylopida                                         |
|       |                                                         |
|       | †Anagaloidea                                            |
|       |                                                         |
| Glirs | \| \| Lagomorpha \| \| \| \| \| \| Rodentia \| \| \| \| |
|       | \| \| Lagomorpha \| \| \| \| \| \| Rodentia \| \| \| \| |
|       | Lagomorpha                                              |
|       |                                                         |
|       | Rodentia                                                |
|       |                                                         |

|  | Lagomorpha |
|  |            |
|  | Rodentia   |
|  |            |

|  | Dermoptera                                                    |
|  |                                                               |
|  | \| \| Primats \| \| \| \| \| \| †Plesiadapiformes \| \| \| \| |
|  |                                                               |
|  | Primats                                                       |
|  |                                                               |
|  | †Plesiadapiformes                                             |
|  |                                                               |

|  | Primats           |
|  |                   |
|  | †Plesiadapiformes |
|  |                   |

|  | Dermoptera                                                    |
|  |                                                               |
|  | \| \| Primats \| \| \| \| \| \| †Plesiadapiformes \| \| \| \| |
|  |                                                               |
|  | Primats                                                       |
|  |                                                               |
|  | †Plesiadapiformes                                             |
|  |                                                               |

|  | Primats           |
|  |                   |
|  | †Plesiadapiformes |
|  |                   |

## Taxonomia

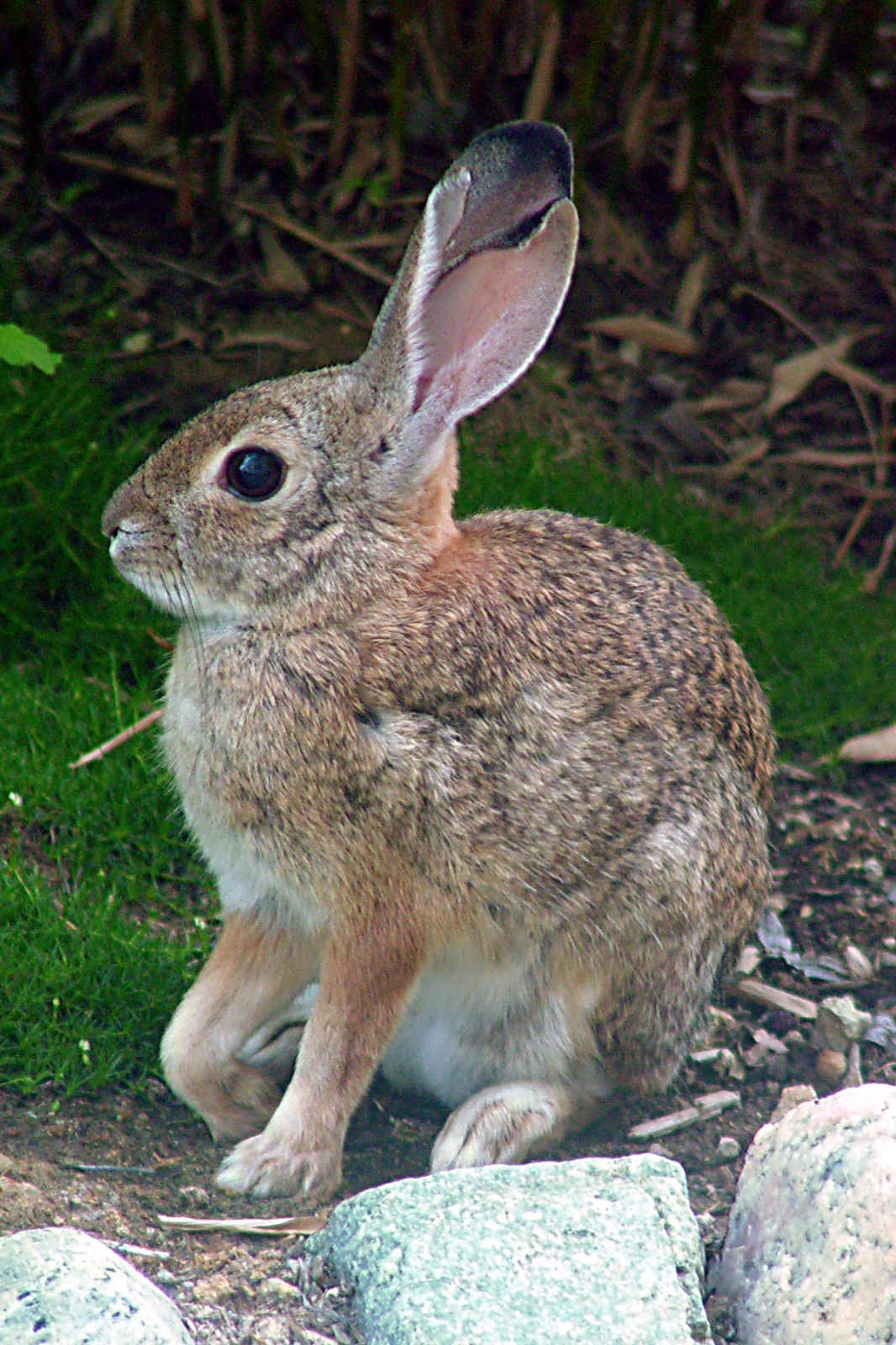
Sylvilagus audubonii

Aquesta llista conté les espècies incloses a l'ordre Lagomorpha i la seva classificació filogènetica.

### FamíliaOchotonidae

#### GènereOchotona

##### SubgènerePika
- - Ochotona alpina
  - Ochotona argentata
  - Ochotona collaris
  - Ochotona hoffmanni
  - Ochotona hyperborea
  - Ochotona pallasi
  - Ochotona princeps
  - Ochotona turuchanensis

##### SubgènereOchotona
- - Ochotona cansus
  - Ochotona curzoniae
  - Ochotona dauurica
  - Ochotona huangensis
  - Ochotona nubrica
  - Ochotona pusilla
  - Ochotona rufescens
  - Ochotona thibetana
  - Ochotona thomasi

##### SubgènereConothoa
- - Ochotona erythrotis
  - Ochotona forresti
  - Ochotona gaoligongensis
  - Ochotona gloveri
  - Ochotona himalayana
  - Ochotona iliensis
  - Ochotona koslowi
  - Ochotona ladacensis
  - Ochotona macrotis
  - Ochotona muliensis
  - Ochotona nigritia
  - Ochotona roylei
  - Ochotona rutila

### FamíliaLeporidae

#### GènerePentalagus
- - Pentalagus furnessi

#### GènereBunolagus
- - Bunolagus monticularis

#### GènereNesolagus
- - Nesolagus netscheri
  - Nesolagus timminsi

#### GènereRomerolagus
- - Romerolagus diazi

#### GènereBrachylagus
- - Brachylagus idahoensis

#### GènereSylvilagus

##### SubgènereTapeti
- - Sylvilagus aquaticus
  - Sylvilagus brasiliensis
  - Sylvilagus dicei
  - Sylvilagus insonus
  - Sylvilagus palustris
  - Sylvilagus varynaensis

##### SubgènereSylvilagus
- - Sylvilagus audubonii
  - Sylvilagus cognatus
  - Sylvilagus cunicularius
  - Sylvilagus floridanus
  - Sylvilagus graysoni
  - Sylvilagus nuttallii
  - Sylvilagus obscurus
  - Sylvilagus robustus

##### SubgènereMicrolagus
- - Sylvilagus bachmani
  - Sylvilagus mansuetus

#### GènereOryctolagus
- - Oryctolagus cuniculus

#### GènerePoelagus
- - Poelagus marjorita

#### GènerePronolagus
- - Pronolagus crassicaudatus
  - Pronolagus randensis
  - Pronolagus rupestris

#### GènereCaprolagus
- - Caprolagus hispidus

#### GènereLepus

##### SubgènereMacrotolagus
- - Lepus alleni

##### SubgènerePoecilolagus
- - Lepus americanus

##### SubgènereLepus
- - Lepus arcticus
  - Lepus othus
  - Lepus timidus

##### SubgènereProeulagus
- - Lepus californicus
  - Lepus callotis
  - Lepus capensis
  - Lepus flavigularis
  - Lepus insularis
  - Lepus saxatilis
  - Lepus tibetanus
  - Lepus tolai

##### SubgènereEulagos
- - Lepus castroviejoi
  - Lepus comus
  - Lepus coreanus
  - Lepus corsicanus
  - Lepus europaeus
  - Lepus granatensis
  - Lepus mandschuricus
  - Lepus oiostolus
  - Lepus starcki
  - Lepus townsendii

##### SubgènereSabanalagus
- - Lepus fagani
  - Lepus microtis

##### SubgènereIndolagus
- - Lepus hainanus
  - Lepus nigricollis
  - Lepus peguensis

##### SubgènereSinolagus
- - Lepus sinensis

##### SubgènereTarimolagus
- - Lepus yarkandensis

##### Subgènereincertae sedis
- - Lepus brachyurus
  - Lepus habessinicus